# Tristar Air
Tristar Air is een Egyptische luchtvaartmaatschappij met haar thuisbasis in Caïro.
Tristar Air is opgericht in 1998.

## Vloot
De vloot van Tristar Air bestaat uit:(september 2011)
- 1 Airbus A300 B4(F)